# Notomastus latericeus
Notomastus latericeus é uma espécie de anelídeo pertencente à família Capitellidae.
A autoridade científica da espécie é Sars, tendo sido descrita no ano de 1851.
Trata-se de uma espécie presente no território português, incluindo a sua zona económica exclusiva.